# Гданьский портовый батальон Войск охраны пограничья
Гданьский портовый батальон Войск охраны пограничья или Гданьский портовый батальон ВОП (пол. Batalion Portowy WOP Gdańsk), по документам в/ч 3057 (пол. JW 3057) — подразделение Войск охраны пограничья Польской Народной Республики.

## Формирование
В июле 1949 года в соответствии с приказом Министерства общественной безопасности № 055/0rg. от 7 июня 1949 года в составе 4-й бригады ВОП на базе 22-го морского пограничного пункта пропуска был сформирован отдельный батальон пограничного контроля в Гданьске по штату 94/3.
В соответствии с приказом Министерства общественной безопасности № 043/0rg. от 3 июня 1950 года он был преобразован в Гданьский портовый батальон Войск охраны пограничья по штату 094/8. Ему был присвоен номер войсковой части 3057. В последующие годы он перенёс несколько изменений в структуре. Летом 1956 года в батальоне были ликвидированы тыловые объединения, и хозяйственные обязанности были переложены непосредственно на 4-ю бригаду.

## Структура
- Отдельный батальон пограничного контроля (пол. samodzielny batalion kontroli granicznej)
  - 263-я пограничная застава ВОП (пол. 263 strażnica WOP)
  - 264-я пограничная застава ВОП (пол. 264 strażnica WOP)
- Портовый батальон (1951)
  - 263-я пограничная застава ВОП (пол. 263 strażnica WOP)
  - 264-я пограничная застава ВОП (пол. 264 strażnica WOP)
- Портовый батальон (1954)
  - Общепортовые пограничные заставы с 8-й по 11-ю

## Командиры батальона
- капитан Зыгмунт Дзюбиньский (1954—?)